# Myzomorphus flavipes
Myzomorphus flavipes är en skalbaggsart som beskrevs av Maria Helena M. Galileo 1987. Myzomorphus flavipes ingår i släktet Myzomorphus och familjen långhorningar. Inga underarter finns listade i Catalogue of Life.